# Hans Seibert
Hans Seibert (* 17. Oktober 1913 in Weßling; † 1. Juli 1990 in München) war ein deutscher Politiker (BP). Er war von 1950 bis 1954 Mitglied des Bayerischen Landtages.

## Leben
Seibert besuchte sechs Klassen an der Ludwigsrealschule in München und war seit dem 16. April 1930 Angestellter des Bayerischen Raiffeisenverbandes e. V. München. Zum 1. April 1933 trat er der NSDAP bei. Nach Ablegung der Revisorenprüfung im Jahr 1936 war er Leiter des Prüfungsbezirks Laufen/Berchtesgaden. Er nahm vom 28. August 1939 bis Juni 1945 am Zweiten Weltkrieg teil und war am Überfall auf Polen, am Westfeldzug und am Überfall auf die Sowjetunion beteiligt. Er heiratete 1937.
Seibert war für den Stimmkreis Berchtesgaden, Stadt Bad Reichenhall, Laufen Mitglied des Bayerischen Landtages sowie der der dortigen BP-Fraktion. Im Landtag war er des Weiteren Mitglied des Ausschusses für Sozialpolitische Angelegenheiten, des Ausschusses für Grenzlandfragen, des Ausschusses für Angelegenheiten der Heimatvertriebenen und Kriegsfolgegeschädigten sowie Mitglied des Untersuchungsausschusses zur Prüfung von Kreditfällen und stellvertretendes Mitglied des Zwischenausschusses.